# Piotr z Werony
Piotr z Werony, także Piotr Męczennik, wł. Pietro da Verona (ur. pomiędzy 1203 a 1205 w Weronie, zm. 6 kwietnia 1252 w zamku Farga w dzisiejszym Seveso) – inkwizytor Włoch, zakonnik (dominikanin), jeden z pierwszych męczenników Zakonu Kaznodziejskiego (OP), święty Kościoła katolickiego.

## Życiorys
Piotr pochodził z heretyckiej rodziny należącej do manichejskiej sekty katarów, ale otrzymał katolickie wychowanie. Od ok. 1216-19 studiował na Uniwersytecie w Bolonii, gdzie słuchał homilii św. Dominika co było inspiracją do wstąpienia do Zakonu Kaznodziejskiego. Prawdopodobnie wstąpił do tego zakonu w czerwcu 1221 roku w Bolonii a dwa miesiące później był obecny przy śmierci św. Dominika w tym mieście. Przez następnych kilka lat był nowicjuszem w konwencie dominikańskim w Bolonii. Przypuszczalnie około 1228-29 przyjął święcenia kapłańskie.
Około 1232 Piotr został skierowany do mediolańskiego konwentu Sant' Eustorgio, a papież Grzegorz IX powierzył mu zwalczanie herezji w tym mieście. Wielu późniejszych autorów uważało, że już wtedy został mianowany inkwizytorem, wydaje się jednak, że jego zadania w tym czasie miały charakter wyłącznie duszpasterski. Z zachowanych dokumentów wynika jedynie, że władze miejskie Mediolanu powierzyły mu zadanie inkorporacji antyheretyckiego ustawodawstwa papieża Grzegorza IX do statutów miejskich, był też zaangażowany w tworzenie w tym mieście katolickich stowarzyszeń o wyraźnym profilu antyheretyckim, nigdzie jednak nie jest określany jako inkwizytor.
W latach 1235-37 Piotr przebywał w Como, gdzie, jak wynika z dokumentu z dnia 6 lutego 1236, sprawował funkcję przeora miejscowego konwentu dominikanów. W tym czasie napisał Summę przeciwko heretykom.
W latach 30. i 40. Piotr głosił kazania niemal w całej północnej Italii, odnosząc wielkie sukcesy w nawracaniu heretyków. Źródła wspominają o jego obecności m.in. w Wenecji, Mantui, Vercelli, Bolonii i Rzymie, jednak chronologiczne uporządkowanie tych wzmianek jest bardzo trudne. Pobyt w Wenecji przypadł prawdopodobnie jeszcze przed 1234, w Vercelli i Bolonii w 1238, natomiast w Rzymie był najpewniej na początku 1244.
W 1244 przybył do Florencji na zaproszenie miejscowego biskupa Ardingo. Aktywnie włączył się w działania przeciw heretykom w tym mieście. Zorganizował milicję katolicką zwaną La società di Santa Maria, został też audytorem miejscowego inkwizytora Ruggiero Calcagni. Jego działalność w istotnym stopniu przyczyniła się do zwycięstwa propapieskiego stronnictwa gwelfów we Florencji. Tradycja zakonna serwitów łączy go też z początkami tego zakonu. W 1247 ufundował żeński klasztor S. Pietro in Vinea, a rok później założył Scuola dei Fedeli a difesa della fede cattolica w Mediolanie. W latach 1248–49 pełnił urząd przeora w Asti, rzadko jednak rezydował w swym konwencie, gdyż papież Innocenty IV powierzył mu misję dyplomatyczną w Romanii, gdzie wiele miast zerwało sojusz z cesarzem Fryderykiem II i dążyło do pojednania z papiestwem. W maju 1249 brał udział w zebraniu kapituły generalniej zakonu w Trewirze. Uczestniczył też w dwóch zebraniach kapituły prowincjonalnej Lombardii (we wrześniu 1249 w Mediolanie i we wrześniu 1251 w Wenecji). W 1249 został przeorem w Piacenzy, ale rok później zrezygnował z tego stanowiska i powrócił do Mediolanu, gdzie przyczynił się do pojednania miejscowych dominikanów z zakonem humiliatów.
13 czerwca 1251 Piotr wraz z Bibianem z Bergamo został mianowany przez Innocentego IV inkwizytorem Lombardii. List nominacyjny z tego dnia jest pierwszym znanym dokumentem określającym Piotra jako inkwizytora. We wrześniu tego samego roku został też przeorem konwentu w Como.
Piotr w ciągu dziewięciu miesięcy na urzędzie inkwizytorskim nigdy nie uczestniczył w procesach przeciwko heretykom. Jego jedynym odnotowanym aktem jako inkwizytora jest ogłoszenie w Niedzielę Palmową 24 marca 1252 dwutygodniowego okresu łaski, w którym wszyscy heretycy mogli się dobrowolnie ujawnić i nawrócić bez obawy o swoje życie. Nim okres ten upłynął, Piotr został zamordowany. Zamach na niego zorganizowali heretycy z Mediolanu, którzy postanowili usunąć zagrożenie, zanim Piotr zdoła rozwinąć swą działalność inkwizytorską. Głównym organizatorem spisku był szlachcic Stefano Confalonieri, a bezpośrednimi sprawcami mordu byli Manfredo da Giussano i Carino Piotr z Balsamo, przy czym ten ostatni, jak się zdaje, nie był katarem, lecz miejscowym kryminalistą wynajętym za pieniądze. Zamachowcy dopadli inkwizytora, gdy podróżował pieszo z Como do Mediolanu, w towarzystwie zaledwie jednego zakonnika o imieniu Domenico. Carino zadał Piotrowi kilka ciosów ostrzem w głowę, a następnie zaatakował brata Domenico, któremu zadał cztery rany. Ostatkiem sił umierający inkwizytor wypowiedział słowa w Twoje ręce Panie oddaję ducha mojego, po czym zaczął pisać na ziemi Credo in Unum Deum, lecz zanim skończył, Carino zadał mu jeszcze jeden cios, który okazał się śmiertelny.
Zwłoki Piotra oraz jego konającego towarzysza znaleźli pracujący w pobliżu rolnicy. Ciało Piotra z Werony pogrzebano na Cmentarzu Męczenników w pobliżu klasztoru św. Eustorgiusza w Mediolanie. Brat Domenico zmarł zaledwie pięć dni po zdarzeniu, zdążył jednak złożyć obszerne zeznania.
Rolnik, który znalazł ciało męczennika, schwytał także mordercę i oddał go w ręce podesty. Jego zeznania doprowadziły do ujawnienia spisku. Jeden ze spiskowców, Daniele da Giussano, dobrowolnie zgłosił się do dominikanów, nawrócił się i złożył obszerne zeznania. Represje były jednak stosunkowo łagodne, gdyż wszyscy schwytani przyznali się i okazali skruchę. Nikogo nie skazano na śmierć. Nawet przywódca spisku, Stefano Confalonieri, który ukrywał się przed inkwizycją przez ponad 40 lat, został ostatecznie skazany jedynie na więzienie, mimo że był to już jego drugi wyrok za herezję (schwytano go dopiero w 1295). Wielu spiskowców uniknęło jednak aresztowania i schroniło się w Alpach.
Carino da Balsamo, który niedługo po aresztowaniu uciekł z więzienia, ostatecznie wstąpił do zakonu dominikanów i przez 40 lat wiódł życie pokutnika w konwencie w Forli. Zmarł ok. 1293 i jest czczony jako błogosławiony

## Patronat
Piotr z Werony jest patronem Lombardii oraz kilku lombardzkich miast: Como, Cremony i Modeny. Ponadto jest patronem matek, piwowarów w Kolonii, cierpiących na dolegliwości głowy a także orędownikiem od grzmotów, błyskawic i burz. W przeszłości był także patronem inkwizytorów.

## Dzień obchodów
Wspomnienie liturgiczne w Kościele katolickim obchodzone jest 29 kwietnia, a 7 maja – przeniesienie relikwii.
U dominikanów wspominany jest 6 kwietnia i 4 czerwca.

## Ikonografia
W ikonografii św. Piotr przedstawiany jest z raną na głowie lub mieczem wbitym w głowę. Nóż którym został zamordowany przechowywany jest w Seveso w świątyni poświęconej.

## Relikwie
Relikwie świętego przechowywane są w Cappella Portinari znajdującej się w bazylice św. Eustorgiusza (Basilica di Sant'Eustorgio).

## Kanonizacja
Niespełna rok po morderstwie papież Innocenty IV ogłosił Piotra z Werony świętym. Uroczystości kanonizacyjne odbyły się 9 marca 1253 w Perugii, a oficjalne ogłoszenie bulli kanonizacyjnej nastąpiło 24 marca 1253.